# 赛克罗酚
赛克罗酚（英語：Cyclorphan）是一种含氮有机化合物，分子式C20H27NO，属于吗啡喃衍生物，可作为類阿片镇痛药，从未上市销售。